# 122 mm haubica wz. 1910/30
122 mm haubica wz. 1910/30 (ros. 122-мм гаубица образца 1910/30 года) – radziecka haubica, zmodernizowana wersja opracowanej w 1910 przez francuską firmę Schneider i używanej na szeroką skalę przez armię carską podczas I wojny światowej 122 mm haubicy wz. 1910. Produkcję tego działa kontynuowano aż do 1940, gdy zastąpiła je 122 mm haubica wz. 1938 (M-30). W momencie ataku Niemiec 22 czerwca 1941 Armia Czerwona miała na stanie 5,680 tych dział i stanowiły one większość haubic w artylerii dywizyjnej. Haubice tego typu służyły przez cały okres 1941-1945, choć ich proporcja w stosunku do nowocześniejszych haubic M-30 stopniowo malała.

## Historia
Haubica wz. 1910 była używana na szeroką skalę przez armię carską podczas I wojny światowej. Po jej zakończeniu była używana przez oddziały walczące w toczącej się na terenie RosjiZSRR wojnie domowej. 
W latach 20. w fabryce w Permie opracowano na zlecenie Armii Czerwonej projekt zmodernizowanej wersji haubicy wz. 1910. Celem modernizacji było zwiększenie donośności działa. Osiągnięto to wydłużając komorę nabojową, dzięki czemu wzrosła jej objętość. Dzięki temu możliwe stało się zwiększenie ładunku miotającego. Ponieważ wzrósł odrzut przy strzelaniu maksymalnym ładunkiem wzmocniono konstrukcję łoża i mechanizmu podniesieniowego oraz zmodyfikowano oporopowrotnik. Konieczna była także modyfikacja przyrządów celowniczych. Zmodernizowane działo zostało przyjęte do uzbrojenia jako 122 mm haubica wz. 1910/30. 
Haubica wz. 1910/30 miała krótką lufę i była przeznaczona głównie do strzelania torami stromymi, przy kącie podniesienia lufy od +20° do +45°. Amunicja rozdzielnego ładowania, stosowano 6 ładunków miotających różniących się masą. Zamek śrubowy.  Oporopowrotnik hydropneumatyczny. Łoże jednoogonowe, na drewnianych kołach (po 1936 roku stosowano koła stalowe z gumowymi oponami). Zawieszenie nieresorowane. Trakcja ośmiokonna.
Do nowego standardu zmodernizowano 762 działa wz. 1910. Uruchomiono także produkcje nowych dział tego typu. Dokładna liczba wyprodukowanych haubic wz. 1910/30 nie jest znana, wiadomo tylko że w latach 1937-1941 wyprodukowano 3 395 dział tego typu. Opracowano także działo SU-5 uzbrojone w haubice wz. 1910/30.
W chwili wybuchy wojny radziecko-niemieckiej haubica wz. 1910/30 była konstrukcja przestarzałą. Przestarzałe zawieszenie uniemożliwiało trakcję mechaniczną, a jednoogonowe łoże powodowało, że kąt ostrzału w poziomie był niewielki co utrudniało zwalczanie celów ruchomych ogniem na wprost. Niska była także donośność, mniejsza o 1800 m od donośności pocisków wystrzeliwanych z niemieckiej 10.5 cm le.F.H.18. Do zalet działa należała niewielka masa, solidna konstrukcja i duża skuteczność pocisków kalibru 122 mm. Pomimo dostaw nowoczesnych 122 mm haubic wz. 1938 haubice wz. 1910/30 były używane do końca wojny.
Dywizja piechoty miała dwa pułki artylerii posiadające, obok dział dywizyjnych kalibru 76 mm, łącznie 32 haubice 122 mm. W czerwcu 1941 roku liczbę pułków artylerii dywizyjnej zmniejszono do jednego, a liczbę haubic do 16. Odmienną liczbę haubic 122 mm posiadały gwardyjskie dywizje piechoty które od grudnia 1942 roku miały jedną trzy baterie haubic (łącznie 12 dział), a od grudnia 1945 roku 20 haubic 122 mm w pięciu bateriach. W czerwcu 1945 roku liczbę haubic w zwykłych dywizjach piechoty także zwiększono do 20.  
Dziewięć haubic kalibru 122 mm (jeden trójbateryjny dywizjon) miały w latach 1939-1941 dywizje piechoty górskiej. Od 1941 roku liczba haubic w tych dywizjach wzrosła do 24 dział, żeby na początku 1942 roku liczba haubic spadła do 8 (dwie baterie), a w 1944 roku działa tego kalibru zniknęły z uzbrojenia dywizji piechoty górskiej.
Dywizje zmotoryzowane posiadały dwie baterie haubic 122 mm (12 dział) w dwóch dywizjonach uzbrojonych także w armaty kalibru 76,2 mm. W dywizjach pancernych wszystkie 12 haubic było uzbrojeniem jednego dywizjonu. Do sierpnia 1941 roku 8 haubic kalibru 122 mm zgrupowanych w dwóch bateriach posiadały także dywizje kawalerii, później dywizje te zostały pozbawione artylerii dywizyjnej.
Brygady piechoty miały jedną czterodziałową baterię haubic 122 mm.
Haubice kalibru 122 mm były także uzbrojeniem brygad artylerii podporządkowanych naczelnemu dowództwu. Miały one 72-84 haubice tego kalibru.
Pomimo dostaw nowoczesnych 122 mm haubic wz. 1938 haubice wz. 1910/30 były używane do końca wojny.

## Inni użytkownicy
Wojska fińskie zdobyły około 30 haubic wz. 1910/30 w czasie wojny zimowej, a później 145 podczas wojny kontynuacyjnej. Zostały one przyjęte do uzbrojenia jako 122 H/10-30. W 1944 roku Finlandia odkupiła od III Rzeszy dodatkowe 72 działa tego typu. W zbliżony sposób modernizowano także fińskie haubice wz. 1910 (122 H/10). Otrzymały one oznaczenie 122 H/10-40. W czasie działań wojennych fińskie działa wystrzeliły 369 744 pociski, 20 haubic zostało utraconych.
Kilkaset haubic wz. 1910/30 trafiło także w ręce niemieckie.  Zostały one przyjęte do uzbrojenia jako 12,2 cm le.F.H.388(r). Niemcy uruchomili produkcję pocisków do tych dział, wyprodukowali 424 tysiące pocisków w 1943, w 696 700 w 1944 i 133 tysiące w 1945 roku.

## Amunicja
| Amunicja                                                 |         |                  |                                |                                                         |                         |
| Rodzaj                                                   | Wzór    | Masa pocisku, kg | Masa materiału wybuchowego, kg | Prędkość początkowa, m/s (maksymalny ładunek miotający) | Donośność maksymalna, м |
| Amunicja przeciwpancerna                                 |         |                  |                                |                                                         |                         |
| przeciwpancerny kumulacyjny (na uzbrojeniu od 1943 roku) | BP-460A | ?                | ?                              | ?                                                       | ?                       |
| Amunicja odłamkowa, burząca i odłamkowo-burząca          |         |                  |                                |                                                         |                         |
| odłamkowo-burzący                                        | OF-462  | 21,76            | 3,67                           | 364                                                     | 8910                    |
| odłamkowy                                                | O-462A  | 21,7             | ?                              | 364                                                     | 8910                    |
| odłamkowy                                                | О-460А  | ?                | ?                              | ?                                                       | ?                       |
| burzący                                                  | F-460   | ?                | ?                              | 344                                                     | 7550                    |
| burzący                                                  | F-460   | ?                | ?                              | 344                                                     | 7550                    |
| burzący                                                  | F-460N  | ?                | ?                              | 344                                                     | 7550                    |
| burzący                                                  | F-460U  | ?                | ?                              | 344                                                     | 7550                    |
| burzący                                                  | F-460K  | ?                | ?                              | 344                                                     | 7550                    |
| szrapnel                                                 | Sz-460  | ?                | ?                              | 343                                                     | 7230                    |
| szrapnel                                                 | Sz-460T | ?                | ?                              | 342                                                     | 7240                    |
| Amunicja oświetlająca                                    |         |                  |                                |                                                         |                         |
| oświetlający                                             | S-462   | ?                | ?                              | 340                                                     | 6800                    |
| Amunicja propagandowa                                    |         |                  |                                |                                                         |                         |
| propagandowy                                             | А-462   | ?                | ?                              | 364                                                     | 7000                    |
| Amunicja dymna                                           |         |                  |                                |                                                         |                         |
| dymny                                                    | D-462   | ?                | ?                              | 364                                                     | 8910                    |
| dymny                                                    | D-462A  | ?                | ?                              | ?                                                       | ?                       |
| Amunicja chemiczna                                       |         |                  |                                |                                                         |                         |
| odłamkowo-chemiczny                                      | OCh-462 | ?                | ?                              | 364                                                     | 8950                    |
| chemiczny                                                | Ch-462  | 21,8             | ?                              | 366                                                     | 8477                    |
| chemiczny                                                | Ch-460  | ?                | ?                              | 358                                                     | 7700                    |